# Carlos Ibáñez
Carlos Ibáñez (28 novembre 1930 – 26 settembre 2015) è stato un calciatore cileno, di ruolo attaccante.

## Carriera
Prese parte con la Nazionale cilena ai Mondiali del 1950.